# Eduard Geiger
Eduard Geiger (* 12. April 1854 in Deutsch Krone; † 27. Februar 1922 in Göttingen) war ein deutscher Jurist und Politiker.

## Leben
Als Sohn eines Kaufmanns besuchte Geiger das Gymnasium in Bromberg und Küstrin. Nach dem Abitur studierte er an der Universität Leipzig Rechtswissenschaft. 1874 wurde er Mitglied der Leipziger Burschenschaft Dresdensia. Er wechselte an die Kaiser-Wilhelms-Universität Straßburg. Er diente nach dem ersten Staatsexamen 1877/78 als Einjährig-Freiwilliger und schied als Sekonde-Leutnant aus dem Dienst aus. Nach Referendariat in Breslau, Deutsch Krone, Küstrin und Stettin trat er 1883 in die innere Verwaltung Preußens ein. Er wurde Regierungsassessor in Stettin und 1893 in Aurich. 1883 wurde er Gutsbeamter des Kreishauptamtes Göttingen. 1885 bis 1918 war er Landrat im Landkreis Lehe. 1906 wurde er Geheimer Regierungsrat und Stadtrat.
1899 bis 1919 war er für den Wahlbezirk Lehe Mitglied im Provinziallandtag der Provinz Hannover. Am 1. September 1919 legte er das Mandat nieder und Theodor Pieschel wurde sein Nachrücker.

## Ehrungen
- Roter Adlerorden 4. Klasse (1897)
- Königlicher Kronen-Orden (Preußen) 3. Klasse (1907)